# 1895 في سويسرا
فيما يلي قوائم الأحداث التي وقعت خلال عام 1895 في سويسرا.

## سياسة

### تعيين في المنصب
- 16 أغسطس – إدوارد مولر عضو المجلس الفيدرالي السويسري.

### انتهاء فترة المنصب
- 1 أغسطس – إدوارد مولر عضو المجلس الوطني السويسري،municipality president  [لغات أخرى]‏.

## مواليد

### أبريل
- 9 أبريل – ميشيل سيمون ممثل سويسري.

### يونيو
- 9 يونيو – إرنست كوفمان درّاج طريق سويسري.
- 15 يونيو – إليزابيت جيرتر كاتبة سويسرية.

### أغسطس
- 30 أغسطس – إدوارد أرنولد سياسي سويسري.

## وفيات

### يناير
- 21 يناير – شارل سكرتان (مواليد 1815) فيلسوف سويسري.

### أغسطس
- 26 أغسطس – فريدريك ميسشر (مواليد 1844)